# Tần số góc

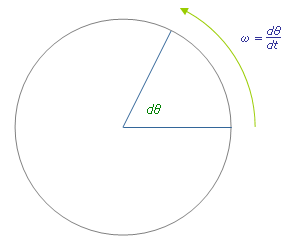
Tần số góc có thể hiểu như tốc độ quay.

Trong vật lý, tần số góc (hay tốc độ góc; ký hiệu là ω) của một chuyển động tròn là đại lượng đo bằng góc mà bán kính quét được trong một đơn vị thời gian. Tốc độ góc của chuyển động tròn đều là đại lượng không đổi. Nó cũng là độ lớn vô hướng của vector vận tốc góc. Ngoài ra vector tần số góc {\displaystyle {\vec {\omega }}} cũng được hiểu như vận tốc góc. Tần số góc (hay tốc độ góc) là độ lớn của vận tốc góc vectơ.

## Đơn vị đo
Tần số góc có đơn vị đo là nghịch đảo thời gian. Trong hệ đo lường quốc tế (SI), tần số góc được đo bằng rad trên giây.

## Công thức

### Chuyển động tròn
Một vòng quay là 2π rad, bằng tốc độ góc ω nhân với thời gian đi hết một vòng quay (chính là chu kỳ Τ). Vậy nên:
{\displaystyle \omega ={\frac {2\pi }{\mathrm {T} }}=2\pi f}
trong đó:
- ω là tần số góc hoặc tốc độ góc (tính bằng radian trên giây),
- T là chu kỳ (tính bằng giây)
- f là tần số thông thường (được đo bằng hertz)

Tần số góc có thể hiểu như là một bội số của tần số. Nó được sử dụng thay tần số để tránh việc xuất hiện nhiều của π, trong các lĩnh vực liên quan nhiều đến chuyển động quay và dao động, như cơ học lượng tử, điện động lực học

### Dao động con lắc lò xo
Một vật được gắn trên một con lắc lò xo có thể dao động. Nếu con lắc được cho là lý tưởng vá không có khối lượng bỏ qua lực cản thì đây là một dao động điều hòa có tần số góc là:
{\displaystyle \omega ={\sqrt {\frac {k}{m}}}}
trong đó:
- k là độ cứng của lò xo.
- m là khối lượng vật.

Khi vật dao động, gia tốc của nó có thể tính bằng công thức:
{\displaystyle a=-\omega ^{2}x}
trong đó x là li độ tính từ vị trí cân bằng.
Khi sử dụng tần số thông thường f, công thức sẽ được cho là:
{\displaystyle a=-(2\pi f)^{2}x.}